# Hildburg (Vorname)
Hildburg ist ein deutscher Mädchenname germanischer Herkunft. 

## Wortherkunft
Der Vorname besteht aus zwei Elementen: zum einen „Hild(e)“, einem alten Wort für Kampf (vgl. althochdeutsch hiltja „Kampf“), zum anderen Burg (althochdeutsch burg), das hier sinnbildlich für Schutz steht. Der Name bedeutet also so viel wie „die im Kampfe Schützende“. 
Der Vorname taucht bereits in mittelalterlichen Quellen in althochdeutschen Schreibungen auf, etwa Hiltiburc. Der Vorname historischer Personen der damaligen Zeit wird dementsprechend auch in heutiger Literatur oft als Hiltiburg wiedergegeben, während die regelmäßige neuhochdeutsche Entsprechung des Namens Hildburg lautet.

## Bekannte Namensträgerinnen
- Hildburg Frese (1915–2002), deutsche Schauspielerin und Theaterlehrerin

Als Nachname kommt Hildburg gewöhnlich nicht vor, wird aber selten in Künstlernamen so verwendet:
- Stephanie Hildburg (1862–1942), österreichische Schauspielerin